# Heinrich Calice
Heinrich hrabě Calice (Heinrich Joseph Aloyis Graf von Calice) (31. března 1831, Gorizia – 29. srpna 1912, Sankt Peter bei Görz, Rakousko-Uhersko) byl rakousko-uherský diplomat. Přes padesát let působil v diplomatických službách a stal se významnou osobností zahraniční politiky Habsburské monarchie ve vztahu k zemím Blízkého a Dálného východu. Byl dlouholetým rakousko-uherským velvyslancem v Turecku (1880–1906). Během své diplomatické kariéry byl povýšen na svobodného pána (1873) a hraběte (1906). V diplomacii se v několika následujících generacích uplatnili i jeho potomci, vnuk Heinrich Calice (1909–1978) byl mimo jiné vyslancem v Československu (1960–1967).

## Životopis
Pocházel ze staré italské rodiny, která vlastnila statky na italsko-slovinském pomezí v hrabství Gorice a Gradiška, jeho otcem byl statkář Nobile Francesco Calice (1796–1847). Heinrich vystudoval práva a v roce 1854 začal pracovat u zemského soudu ve Vídni. Již v roce 1855 přešel do diplomatických služeb a začínal jako konzulární elév u úřadu pro obchodní loďstvo v Terstu, později působil v Istanbulu. Mezitím pracoval také na ministerstvu obchodu a po jeho zrušení přešel na ministerstvo zahraničí (1859). V letech 1864–1868 byl konzulem v Liverpoolu a v roce 1869 se jako diplomat zúčastnil expedice admirála von Petze na Dálný východ. V letech 1871–1874 byl společným vyslancem pro Čínu, Japonsko a Siam, kde dosáhl mimořádných výsledků. Po návratu do Evropy byl v letech 1874–1876 generálním konzulem v Bukurešti. V letech 1876–1877 byl delegátem na mezinárodní konferenci v Istanbulu a pro tuto příležitost mu byl udělen titul vyslance. Poté působil na ministerstvu zahraničí ve Vídni, v roce 1878 byl jmenován c.k. tajným radou a v letech 1879–1880 byl prvním sekčním šéfem zahraničního ministerstva. Nakonec byl dlouholetým rakousko-uherským velvyslancem v Istanbulu (1880–1906).
Během své dlouholeté diplomatické dráhy získal několik ocenění a také postoupil ve šlechtické hierarchii. V letech 1868 a 1873 obdržel dva stupně Řádu železné koruny, za zásluhy na Dálném východě byl v roce 1873 povýšen do stavu svobodných pánů. Během diplomatické mise v Turecku obdržel velkokříž Leopoldova řádu (1884) a velkokříž Řádu sv. Štěpána (1895). Po odchodu do výslužby byl v roce 1906 povýšen na hraběte.
S manželkou Marií Luisou Castellain (1843–1943) měl jediného syna Franze (1875–1935), který byl taktéž diplomatem a v letech 1922–1932 vyslancem Rakouské republiky v Maďarsku. V další generaci byl diplomatem Heinrich Calice (1909–1978), který byl mimo jiné rakouským vyslancem v Československu (1960–1967).